# جان روكي
جان روكي (بالفرنسية: Jean Roque)‏ هو رسام فرنسي، ولد في 8 يناير 1880 في مارسيليا في فرنسا، وتوفي في 1925 في باريس في فرنسا.